# Trickster
Trickster — восемнадцатый сингл японской певицы и сэйю Наны Мидзуки, выпущенный 1 октября 2008 года на лейбле King Records.
Trickster поднялся до второго места японского национального чарта Oricon. Было продано 82,297 копий сингла. Сингл стал платиновым в Японии.

## Список композиций
1. Trickster — 3:49
  - Слова: Нана Мидзуки
  - Музыка и аранжировка: Нориясу Агэмацу (Elements Garden)
2. DISCOTHEQUE — 3:59
  - Слова: Рёдзи Сонода
  - Музыка и аранжировка: Нориясу Агэмацу (Elements Garden)
  - Открывающая тема аниме Rosario + Vampire Capu2.
3. Trinity Cross — 4:26
  - Слова и музыка: Тиёмару Сикура
  - Аранжировка: Хитоси Фудзита (Elements Garden)
  - Закрывающая тема аниме Rosario + Vampire Capu2.

## Чарты
| Чарт                  | Место | Продажи | Время в чарте |
| --------------------- | ----- | ------- | ------------- |
| Oricon Weekly Singles | #2    | 82,297  | 18 недель     |